# 卡內基美術館
卡內基美術館（英語：Carnegie Museum of Art）是位於美國賓西法尼亞州匹茲堡的一座美術館，成立於1895年。卡內基美術館以收藏當代藝術的美術品為主，包括電影在內所有的影像作品。卡内基奖由该美术馆颁发。

## 外部連結
- Carnegie Museum of Art（页面存档备份，存于）